# Bournois
Bournois ist eine französische Gemeinde mit 189 Einwohnern (Stand: 1. Januar 2022) im Département Doubs in der Region Bourgogne-Franche-Comté.

## Geographie
Bournois liegt auf einer Höhe von 405 m über dem Meeresspiegel, neun Kilometer nordwestlich von L’Isle-sur-le-Doubs und etwa 23 Kilometer westlich der Stadt Montbéliard (Luftlinie). Das Dorf erstreckt sich auf einer Hochfläche in der Hügellandschaft zwischen den Talniederungen von Doubs im Süden und Ognon im Norden, an der Quelle des Ruisseau de Fallon.
Die Fläche des 10,48 km² großen Gemeindegebiets umfasst einen Abschnitt der Hügellandschaft nördlich des Doubstals. Der Hauptteil des Gebietes wird von einem leicht gewellten Kalkplateau eingenommen, das sich auf einer Höhe von 400 bis 500 m ausdehnt. Es zeigt ein lockeres Gefüge und Acker- und Wiesland sowie Waldflächen. Im Süden befindet sich das Waldgebiet Bois du Chanois. Es gibt hier keine oberirdischen Fließgewässer, weil das Niederschlagswasser im verkarsteten Untergrund der Kalkhochflächen versickert. An verschiedenen Orten treten Karstphänomene auf, darunter die Grotte de la Baume (Tropfsteinhöhle) und der Gouffre de la Malatière. Mit 521 m wird auf der Hochfläche die höchste Erhebung von Bournois erreicht. Nach Norden läuft das Plateau in mehreren Vorsprüngen aus (darunter der Grammont, 512 m), die mit einer rund 100 m hohen Steilstufe zum Tiefland des Ognon abfallen. Die Gemeindegrenze verläuft meist oberhalb der Steilkante, nur bei Fallon reicht das Areal in eine weite Mulde hinunter.
Nachbargemeinden von Bournois sind Fallon und Grammont im Norden, Accolans im Osten, Soye, Gondenans-Montby und Uzelle im Süden sowie Abbenans im Westen.

## Geschichte
Spuren aus der gallorömischen Zeit weisen darauf hin, dass das Gemeindegebiet von Bournois schon früh besiedelt war. Im Mittelalter gehörte Bournois zur Herrschaft Granges, die im 14. Jahrhundert unter die Oberhoheit der Grafen von Montbéliard kam. Zusammen mit der Franche-Comté gelangte das Dorf mit dem Frieden von Nimwegen 1678 an Frankreich. Heute ist Bournois Mitglied des Gemeindeverbandes Deux Vallées Vertes.

## Sehenswürdigkeiten
Die Kirche Saint-Nicolas, die ursprünglich auf einen romanischen Bau zurückgeht, wurde Mitte des 19. Jahrhunderts neu erbaut. Im Ortskern sind verschiedene Häuser im traditionellen Stil der Franche-Comté aus dem 17. bis 19. Jahrhundert erhalten.

## Bevölkerung
| Jahr                       | 1962 | 1968 | 1975 | 1982 | 1990 | 1999 | 2006 | 2016 |
| Einwohner                  | 162  | 177  | 177  | 208  | 212  | 209  | 177  | 191  |
| Quellen: Cassini und INSEE |      |      |      |      |      |      |      |      |

Mit 189 Einwohnern (Stand 1. Januar 2022) gehört Bournois zu den kleinen Gemeinden des Départements Doubs. Nachdem die Einwohnerzahl in der ersten Hälfte des 20. Jahrhunderts deutlich abgenommen hatte (1886 wurden noch 455 Personen gezählt), wurde Ende der 1970er Jahre ein Bevölkerungswachstum, in den letzten Jahren jedoch erneut ein Rückgang verzeichnet.

## Wirtschaft und Infrastruktur
Bournois war bis weit ins 20. Jahrhundert hinein ein vorwiegend durch die Landwirtschaft (Ackerbau, Obstbau und Viehzucht) und die Forstwirtschaft geprägtes Dorf. Daneben gibt es heute einige Betriebe des lokalen Kleingewerbes. Mittlerweile hat sich das Dorf zu einer Wohngemeinde gewandelt. Viele Erwerbstätige sind deshalb Wegpendler, die in den größeren Ortschaften der Umgebung ihrer Arbeit nachgehen.
Die Ortschaft liegt abseits der größeren Durchgangsstraßen an einer Departementsstraße, die von Fallon nach Accolans führt. Weitere Straßenverbindungen bestehen mit Soye und Gondenans-Montby.